# 10º Reggimento arditi
Il 10º o X Reggimento arditi era un'unità di forze speciali del Regio Esercito, attivata durante la seconda guerra mondiale, che raccoglieva l'eredità degli arditi della Grande Guerra.

## Storia

### Costituzione e vicende organiche
Durante i primi anni della seconda guerra mondiale, il Regio Esercito si era dovuto confrontare, soprattutto sul fronte nordafricano, con le unità commando inglesi come Special Air Service e Long Range Desert Group, capaci di incursioni di centinaia di chilometri dietro le linee dell'Asse, sabotaggi e distruzione di depositi, aeroporti ed infrastrutture. La bontà dei risultati convinse lo Stato Maggiore del Regio Esercito (SMRE) a costituire reparti di incursori. Nel maggio 1942 vennero quindi costituiti il Gruppo Formazioni "A", composto da personale italo-arabo, ed il I Battaglione speciale arditi. Questo venne costituito il 15 maggio su tre compagnie, ognuna specializzata su una modalità di infiltrazione in territorio nemico: la 101ª Compagnia arditi paracadutisti, 102ª Compagnia arditi nuotatori (poi da sbarco) e 103ª Compagnia camionettisti (poi terrestre).
Con la circolare n. 40900 del 20 luglio 1942 dello SMRE fu costituito il Reggimento Arditi, con sede a Santa Severa, vicino a Roma ed il 1º agosto vi confluì il I Battaglione speciale Arditi quale sua prima pedina operativa. L'11 agosto successivo iniziò l'addestramento del II Battaglione. Il 15 settembre finalmente l'unità assume la denominazione di X Reggimento Arditi e venne posta al comando del colonnello Renzo Gazzaniga, che vantava l'Ordine militare di Savoia, oltre che una medaglia d'argento e due di bronzo al valor militare.
Nel gennaio 1943, mentre il II Battaglione completava l'addestramento, il comando del I Battaglione con le compagnie 101ª e 102ª vennero inviate presso Cagliari, mentre un distaccamento formato da due pattuglie di ognuna delle suddette compagnie venne trasferito nell'Egeo italiano.
La 103ª Compagnia camionettisti venne invece inviata in Africa settentrionale ed aggregata al Raggruppamento sahariano "Mannerini", un'unità moto-corazzata eterogenea operativa durante la campagna di Tunisia in seno alla 1ª Armata, che raggiunse tra il 19 ed il 23 febbraio. Qui la compagnia camionettisti venne impiegata in pattugliamenti ed incursioni a lungo raggio nel deserto oltre che come normale fanteria motorizzata, seguendo le sorti dell'armata fino allo scioglimento dopo la fine della resistenza italiana in Tunisia.
Il III Battaglione venne costituito il 1º marzo; ogni battaglione era formato da tre compagnie (paracadutisti, nuotatori, camionettisti), ognuna su 10 pattuglie di 10-20 arditi al comando di due ufficiali (comandante e vice). In aprile rientrarono da Rodi i due distaccamenti della 102ª, mentre gli altri due distaccamenti della 103ª rientreranno solo a luglio. A maggio 1943 il comando del II Battaglione e le compagnie 112ª e 113ª vennero trasferite in Sicilia, mentre la 123ª Compagnia passa dal III Battaglione al I di stanza in Sardegna. Il 10 giugno il reggimento assunse un nuovo organigramma, in base al quale vennero create tre compagnie speciali, un'ulteriore compagnia terrestre ed un IV Battaglione, costituito il 10 luglio 1943. Nei giorni successivi alla destituzione di Mussolini del 25 luglio, il Ministero della Guerra impose lo scioglimento della 136ª Divisione corazzata "Giovani Fascisti". Molti giovani reduci del XI Battaglione e le reclute del VI Battaglione scelsero di arruolarsi nel 10º Reggimento arditi, dove andarono a formare la 133ª Compagnia terrestre del III Battaglione.

### In Africa
Le pattuglie del X Arditi, insieme a quelle degli Arditi distruttori della Regia Aeronautica, vennero impiegate in oltre 20 missioni in nordafrica e, dopo lo sbarco statunitense, in territorio siciliano. Il primo aviolancio fu effettuato il 14 gennaio 1943 sull'aeroporto di Algeri, con al comando il sottotenente Leo Zoli. Il 12 febbraio un Savoia-Marchetti S.M.82, decollato dalla base di Decimomannu, paracadutò una pattuglia, al comando del tenente Giovanni De Totto, nei pressi del ponte di Beni Mansur, sulla linea ferroviaria Algeri-Sétif-Costantine. Gli 11 incursori, in tre notti di marcia, raggiunsero il ponte in ferro e nella notte del 16 ingaggiarono la guarnigione: mentre una parte degli arditi sosteneva un'azione a fuoco diversiva, il resto minava il ponte, facendolo saltare. De Totto, gravemente ferito, ordinò di essere abbandonato; catturato dai francesi, venne curato e quindi internato, rientrando in Italia a guerra finita e stessa sorte toccò agli altri arditi. De Totto fu poi eletto deputato con il Movimento Sociale Italiano.

### In Sicilia
Nel maggio del 1943, ritenuto ormai vicino lo sbarco alleato, il II Battaglione, su 112ª, 113ª e 120ª Compagnia, venne inviato in Sicilia e basato ad Acireale. Le pattuglie a partire dal 10 luglio furono impiegate in operazioni anti-paracadutisti, che portarono il 13 a catturare 20 parà nemici
Gli arditi si distinsero poi nella battaglia di Primosole. Gli Alleati, sbarcati il 9, per raggiungere rapidamente Catania dovevano impadronirsi del ponte sulla foce del fiume Simeto, in località Primosole. Questo punto strategico era tenuto, oltre che da un reggimento della 1. Fallschirmjäger-Division tedesca, dalla 213ª Divisione Costiera. Nella notte tra il 14 ed il 15 luglio l'avanguardia inglese lanciò il primo assalto; una cinquantina di arditi, guidati dal capitano Paradisi, si lanciò con le sue camionette sul ponte, serrando le distanze ed aprendo il fuoco con le armi di bordo. Gli inglesi, sorpresi dalla rapidità del contrattacco, ripiegarono di alcuni chilometri verso sud, fino al bivio Jazzotto.
La notte successiva gli inglesi decisero di guadare il fiume, aggirando il ponte e cercando di prendere alle spalle gli italo-tedeschi. Nonostante l'appoggio delle artiglierie delle navi alleate, paracadutisti tedeschi ed arditi italiani riuscirono a tenere la posizione fino al 17 luglio prima di ripiegare su Catania, permettendo al grosso delle forze dell'Asse di attraversare lo stretto di Messina ed evitare di cadere nella sacca di Patton.
Degna di nota anche l'operazione portata a termine dalla IV Pattuglia nuotatori della 112ª Compagnia da sbarco, al comando del tenente Cesare Artoni. La sera 30 luglio 1943 la pattuglia si imbarcò da Giardini Naxos su tre mezzi d'assalto della Regia Marina, scortati da tre siluranti; i dieci arditi vennero sbarcati su due gommoni al largo di Brucoli, a 5 km da Augusta. Pur avendo perso parte del materiale durante lo sbarco, la pattuglia si diresse nell'entroterra, attraversando le linee nemiche e raggiungendo i grandi depositi di materiali e carburanti obiettivo della missione. Passato il giorno presso una casa in campagna dello stesso Artoni, la sera del 31 luglio gli arditi minarono i depositi, tentando poi l'esfiltrazione con una barca. All'1,30 del 1º agosto l'esplosione dei depositi diede il via alla caccia ai guastatori; la mattina, mentre costeggiavano i presidi inglesi alla foce del Simeto, vennero bersagliati da terra e da due aerei e gli arditi si gettarono in mare, raggiungendo a nuoto le posizioni tenute dal CCCLXXII Battaglione costiero, a dimostrazione del livello di preparazione fisica raggiunto.
Il 13 agosto il II Battaglione attraversò lo stretto di Messina, ricongiungendosi al III ed al IV nella sede di Santa Severa, dove il reggimento fu colto dalla proclamazione dell'armistizio. Tra l'8 ed il 9 settembre, con la 111ª e la 122ª compagnia, il X Reggimento arditi prese parte alla difesa di Roma, nella battaglia seguita alla fuga di Vittorio Emanuele III. Nei giorni successivi il reggimento si sciolse, ma non le sue compagnie.

### Gli arditi nell'Esercito Cobelligerante Italiano
Il I Battaglione composto da 102ª, 110ª e 123ª Compagnia, che era rimasto in Sardegna, non gettò le armi, respingendo il 12 settembre un attacco dei tedeschi che avevano intimato la resa ed il disarmo. Il 10 febbraio 1944 il battaglione sbarcò a Napoli e, ridenominato il 20 marzo 1944 IX Reparto d'assalto, venne inquadrato nel 1º Raggruppamento Motorizzato, che diventerà il Corpo Italiano di Liberazione. Il 24 settembre il reparto venne inserito nel Gruppo di combattimento "Legnano" del nuovo Esercito Italiano Cobelligerante, come III Battaglione "Col Moschin" del 68º Reggimento fanteria "Legnano". Contava circa 400 arditi suddivisi in una compagnia comando, tre d'assalto ed una d'accompagnamento. Con la fine del conflitto, il reparto viene sciolto il 1º agosto 1946, dopo aver sofferto 60 morti e 200 feriti. Il nome "Col Moschin" fu scelto in onore del caposaldo sull'omonimo colle sul massiccio del Monte Grappa sul versante del Brenta riconquistato eroicamente il 16 giugno 1918 dal IX Reparto d'assalto degli arditi, che nell'operazione catturò anche 300 prigionieri e 25 mitragliatrici

### RSI: Raggruppamento paracadutisti "Nembo"
Delle compagnie rimaste a Roma alcune combatterono contro i tedeschi distinguendosi a Porta San Paolo, una minoranza scelse di continuare la lotta al fianco dei tedeschi. La 111^ paracadutisti e la 122^ camionettisti combatterono a Porta San Paolo contro i tedeschi. Parte della 121ª paracadutisti e della 112ª  camionettisti si unirono al XII e piccole aliquote del III Battaglione della 184ª Divisione paracadutisti "Nembo" a formare il primo reparto paracadutista dell'Aeronautica Nazionale Repubblicana. Vi confluirono due compagnie del XX Battaglione della costituenda 183ª Divisione paracadutisti "Ciclone", il grosso della quale combatté contro i nazisti, la compagnia del capitano D'Abundo, formata da un certo numero di complementi della stessa "Nembo" provenienti da Viterbo, nonché elementi degli ADRA (Arditi Distruttori della Regia Aeronautica). Questo Raggruppamento Volontari Paracadutisti Italiani si spiegò sulle coste laziali in funzione antisbarco. Raggiunto il migliaio di uomini di organico e ridenominato Raggruppamento paracadutisti "Nembo", il reparto fu posto alle dipendenze operative della 2. Fallschirmjäger-Division del generale Ramcke.
Dall'ottobre 1943 e gennaio 1944 il maggiore Vito Marcianò organizzò i Centri di Reclutamento, attraverso i quali furono selezionati 700 arditi. Il 2 febbraio venne ricostituito il II Battaglione, che a Vercelli giurò fedeltà alla Repubblica Sociale Italiana e venne inviato al centro di istruzione della Wehrmacht di Grafenwöhr, in Baviera, per essere addestrato secondo gli standard tedeschi. Rientrò in Italia a fine luglio 1944, venendo quindi assegnato come III Gruppo Esplorante prima alla 34. Infanterie-Division, poi alla 3ª Divisione fanteria di marina "San Marco". Il reparto fu impiegato principalmente nella guerra anti-partigiana nell'entroterra ligure e nelle Langhe. L'unità si disperse il 30 aprile 1945, perdendo 380 uomini su 700 (124 morti e 250 feriti).
Il capitano Paris, comandante della 112ª Compagnia, organizzò il Gruppo Arditi Camionettisti Italiano, su due reparti, che, munito di camionette Fiat-SPA AS42, divenne il reparto esplorante della 2. Fallschirmjäger-Division. Gli arditi ricevettero l'uniforme della Luftwaffe ma con il fregio degli arditi sulla manica sinistra. Con 6-7 camionette venne inviato insieme al 2º ed il 7º Reggimento fallschirmjäger in Unione Sovietica. Giunto a Žitomir nel novembre 1943, ebbe il battesimo del fuoco a 40 km da Kiev. La divisione ebbe il compito di proteggere il ripiegamento delle forze tedesche; anche gli arditi combatterono quindi sulla difensiva a Kropyvnyc'kyj, a Pervomajsk (febbraio 1944), a Olscanka, a Jusefpol ed a Tchaussowo. Oltre a perdere tutte le camionette, caddero molti arditi e lo stesso comandante Paris, tanto che a settembre 1944 rientrarono in patria soltanto 30 uomini, che confluirono nel Battaglione Nuotatori-Paracadutisti della Xª MAS.

### L'eredità
Nel nuovo Esercito Italiano venne ricostituita, nel 1953, una prima compagnia di sabotatori paracadutisti, elevata il 10 giugno dell'anno seguente a Reparto Sabotatori Paracadutisti ed il 25 settembre 1961 a Battaglione Sabotatori Paracadutisti. Il 1º ottobre 1975 infine, il reparto assunse la denominazione di 9º Battaglione d'assalto paracadutisti "Col Moschin", che raccoglierà le tradizioni del IX Reparto d'assalto.

## Addestramento
Tutto il personale del reggimento era arruolato su base volontaria tra i militari già provati al combattimento e decorati almeno con una croce di guerra. La selezione era durissima, con un'alta percentuali di abbandoni. L'addestramento era molto articolato, con particolare enfasi da una parte sulla creazione dello spirito di corpo, dall'altra su una preparazione tecnica accuratissima. La sede di Santa Severa offriva sia lo scenario costiero che quello dell'entroterra boscoso; inoltre era vicina al Centro addestramento paracadutisti di Tarquinia ed alla Scuola genio guastatori di Civitavecchia.
Tutto il personale del reggimento, indipendentemente dalle tre specializzazioni, era abilitato all'uso di esplosivi dopo il corso da guastatore. I paracadutisti si brevettavano a Tarquinia, mentre i nuotatori venivano inviati presso le basi della Regia Marina di Livorno e poi di Pola, dove prendevano confidenza con MAS, sommergibili e mezzi speciali e si addestravano alle varie tecniche di sbarco e rilascio.
Come per gli arditi della Grande Guerra, le particolari condizioni di addestramento e di impiego erano compensate con un trattamento economico superiore privilegiato rispetto alle forze ordinarie. Era previsto infatti un particolare assegno giornaliero, oltre che al soprassoldo in teatro di operazioni e premi speciali. Tali gratifiche erano reversibili in caso di morte o cattura.

## Uniforme

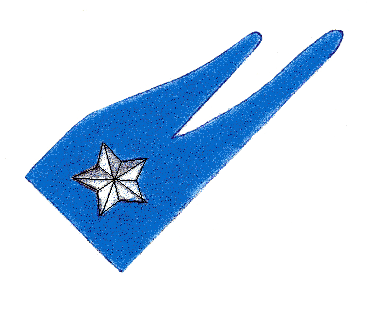
La mostrina del reggimento.

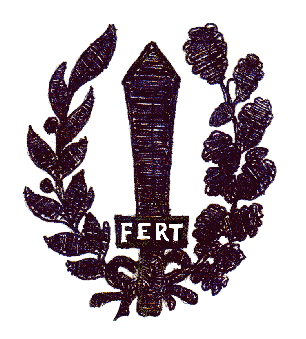
Il distintivo da braccio.

Il reggimento vestiva l'uniforme dei reparti speciali italiani, con pantaloni a sbuffo, giacca senza risvolti con distintivo degli arditi sulla manica sinistra e pugnale alla cintura. Anche la mostrina si rifaceva alla fiamma nera a due punte tradizionale degli arditi, ma di colore azzurro, in omaggio alla specialità paracadutista. Anche il fregio sul basco grigioverde si riallacciava alla tradizione: esso era costituito dalla granata esplodente con pugnali incrociati e numerale X.

## Equipaggiamento
L'armamento standard per gli arditi era costituito dal mitra Beretta MAB 38 o carabina Mod. 38 TS, pistola Beretta M34, pugnale, bombe a mano e zainetto da minatore con vari tipe di micce, utensili, detonatori ed esplosivo T4. L'armamento di reparto comprendeva il fucile mitragliatore Breda Mod. 30, il mortaio leggero Brixia Mod. 35 e lanciafiamme Mod. 40 e Mod. 41 d'assalto. L'equipaggiamento comprendeva razioni viveri ad alto contenuto calorico, in speciali confezioni stagne, bussole, cronometri, cartine, valuta locale, compresse di simpamina e siringhe di morfina.
Le compagnie di camionettisti ricevettero le nuovissime ed ottime camionette Fiat-SPA AS42, sia nella versione "sahariana" che in quella "metropolitana", armate di mitragliatrici, mitragliere Breda 20/65 Mod. 1935 e cannoncini 47/32.

## Ordine di battaglia: 1º marzo 1943
10º Reggimento arditi - col Renzo Gazzaniga
- comando di reggimento
- plotone servizi

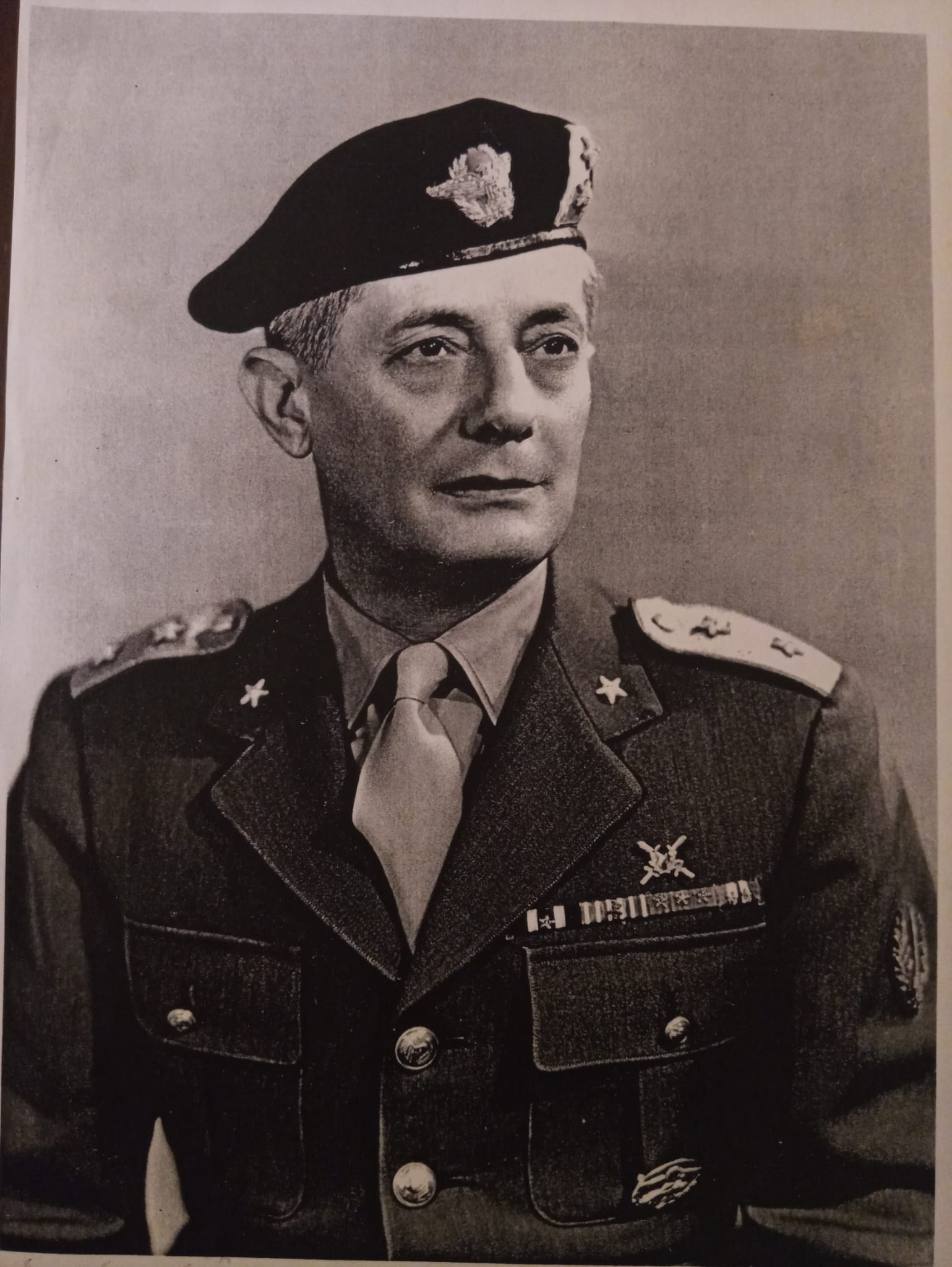
Guido Boschetti in uniforme di Generale di Divisione Comandante della Divisione Corazzata Ariete.

- Guido Boschetti in uniforme di Generale di Divisione Comandante della Divisione Corazzata Ariete.I Battaglione - ten. col. Guido Boschetti
  - comando di battaglione
  - 101ª Compagnia paracadutisti
  - 102ª Compagnia da sbarco
  - 103ª Compagnia terrestre
- II Battaglione - magg. Vito Marcianò
  - comando di battaglione
  - 111ª Compagnia paracadutisti
  - 112ª Compagnia da sbarco
  - 113ª Compagnia terrestre
- III Battaglione - magg. Riccitelli
  - comando di battaglione
  - 121ª Compagnia paracadutisti
  - 122ª Compagnia da sbarco
  - 123ª Compagnia terrestre

## Ordine di battaglia: 10 giugno 1943
10º Reggimento arditi
- comando di reggimento
- plotone servizi
- I Battaglione
  - comando di battaglione
  - 102ª Compagnia da sbarco
  - 123ª Compagnia terrestre
  - 110ª Compagnia speciale
- II Battaglione
  - comando di battaglione
  - 112ª Compagnia da sbarco
  - 113ª Compagnia terrestre
  - 120ª Compagnia speciale
- III Battaglione
  - comando di battaglione
  - 122ª Compagnia da sbarco
  - 133ª Compagnia terrestre
  - 130ª Compagnia speciale
- IV Battaglione
  - comando di battaglione
  - 101ª Compagnia paracadutisti
  - 111ª Compagnia paracadutisti
  - 121ª Compagnia paracadutisti

## Ordine di battaglia: maggio 1944
IX Reparto d'assalto:
- compagnia comando
- 102ª Compagnia d'assalto
- 110ª Compagnia d'assalto
- 123ª Compagnia d'assalto
- 104ª Compagnia d'accompagnamento